# Hans-Günter Gnodtke
Hans-Günter Gnodtke (* 27. April 1948 in Büderich) ist ein deutscher Botschafter.

## Leben und Wirken
Hans-Günter Gnodtke legte 1972 das erste Staatsexamen der Rechtswissenschaft an der Juristischen Fakultät der Ruprecht-Karls-Universität Heidelberg ab, heiratete und trat in den auswärtigen Dienst ein. Von 1972 bis 1975 studierte er an der Aus- und Fortbildungsstätte des Auswärtigen Amts in Bonn. Von 1975 bis 1979 war er in Kairo und von 1979 bis 1983 in London akkreditiert. Von 1983 bis 1987 wurde er in Bonn beschäftigt. Von 1987 bis 1989 war er Botschafter der Bundesrepublik Deutschland in Maseru, Lesotho. Von 1989 bis 1992 war er bei der Vertretung der deutschen Bundesregierung beim UN-Hauptquartier in New York City akkreditiert. Von 1992 bis 1994 wurde er in Bonn beschäftigt. Von 1987 bis 1989 war er Botschafter der Bundesrepublik Deutschland in Conakry, Guinea. Von 1996 bis 1999 wurde er in Bonn beschäftigt. Von 1999 bis 2003 war er Stellvertreter von Paul von Maltzahn als deutscher Botschafter in Kairo. Von 1987 bis 1989 war er Botschafter der Bundesrepublik Deutschland in Khartum, Sudan. Von 2005 bis 2007 war er beauftragt, den Dialog mit der moslemischen Welt im Berliner Außenministerium zu betreuen. Von 2007 bis 2008 wurde er in Ottawa als Berater beschäftigt. Vom 29. Juli 2008 bis Juli 2011 war er Generalkonsul in Sydney. Von September 2011 bis 2013 arbeitete er als Botschafter in Simbabwe.